# Pierre-François Van Meenen
Pierre-François Van Meenen né à Espierres dans le comté de Flandre (actuelle province de Flandre-Occidentale) le 4 mai 1772 et mort à Bruxelles le 2 mars 1858, est un avocat, philosophe et membre du Congrès National de Belgique.

## Biographie

### Naissance et formation
Pierre-François Van Meenen nait dans une famille d'exploitants agricoles aisés. Dès son adolescence il se passionne pour la lecture des philosophes français. Ayant droit d'une fondation de bourse d'études il se fait inscrire  en 1792 à la pédagogie du Lys de l'université de Louvain à une époque où l'université était marquée par l'enseignement de professeurs imprégnés par l'Aufklärung et le joséphisme comme les Charles Lambrechts, Jean-Guillaume Van Leempoel, Josse Le Plat, pour y suivre les cours de philosophie à la Faculté des arts. Il continue la théologie au collège Driutius puis au « Collège liégeois ». Il est particulièrement marqué par l'enseignement du professeur de philosophie Jean-Baptiste Liebaert qui reprend plus tard son enseignement à l'université d'État de Louvain. Il penche ardemment vers les idées démocratiques nouvelles et continue sa formation à Paris où on le retrouve en 1794 étudiant à l'école normale.
Lors de la période française de l'histoire de la Belgique, il retourne dans le département de la Dyle et commence une carrière politique à Louvain dans la ville de ses études. Il y devient un fervent partisan du rattachement à la république française ainsi qu'à la réforme de l'enseignement qui supprimait toutes les universités dans la république. Ainsi lorsque l'université de Louvain fut supprimée par décret du département de la Dyle du 4 brumaire an VI (25 octobre 1797), il vient fermer lui-même les portes des Halles universitaires en disant au maire de Louvain : « Voici les clefs du temple de l'ignorance ».

### Révolution belge
En 1826, Van Meenen est actif au sein de la Société des Douze où il rencontre des personnalités comme Auguste Baron, Adolphe Quételet, Philippe Lesbroussart, Sylvain Van de Weyer, Louis de Potter, etc. et avec lesquelles il promeut des idées de tolérance et de progrès. Il est également l'un des fondateurs du Comité hellénique qui soutient la révolution en Grèce.
En 1830, il est avocat à Louvain et participe activement aux prémices de la révolution belge dans sa ville. Avec Adolphe Roussel, dès le 26 août il distribue des pamphlets pour inciter les louvanistes à se soulever et à rejoindre l'insurrection de 1830 dans les Pays-Bas méridionaux. Il s'en va également propager ses idées dans la Campine et à Aarschot, sans résultats. Le 2 septembre, de violents combats opposent les louvanistes à la garnison des forces armées du Royaume uni des Pays-Bas et celle-ci est contrainte d'évacuer la ville sous la pression populaire. Van Meenen fait alors partie des bourgeois qui renversent le conseil de Régence et prennent le pouvoir à l'hôtel de ville de Louvain avec Eugène Claes, Jean de Neef, Ernest de Schrynmakers de Dormael et Adolphe Roussel. Ils y installent une commission de sûreté publique dont Van Meenen prend la présidence.
Il rejoint ensuite Bruxelles où il devient membre du club de la Réunion centrale (nl). Lorsque les Journées de Septembre éclatent, il est parmi les meneurs du corps franc des Volontaires de Louvain qui a rejoint la capitale et mène le combat contre l'armée du prince Frédéric.
Dès l'indépendance proclamée le 4 octobre 1830, le Gouvernement provisoire de Belgique le nomme gouverneur de la province de Brabant. Mais il préféré se tourner vers la carrière judiciaire et la haute magistrature en devenant procureur général près la Cour de cassation. Il siège au Congrès National belge de 1830 à 1831. Il vote en faveur d'une monarchie constitutionnelle héréditaire et également pour l'exclusion perpétuelle de la maison d'Orange-Nassau du trône de Belgique, lors du décret constitutionnel du 24 novembre 1830. Le 6 décembre 1830, il devient membre de la commission chargée de préparer la future Constitution de la Belgique. Lors des débats quant au futur roi des Belges, le 3 février 1831, Van Meenen vote pour le duc de Leuchtenberg mais le Congrès choisit finalement Louis d'Orléans, le fils du roi des Français, Louis-Philippe Ier. Toutefois, Louis-Philippe refuse l'offre belge et la montée sur le trône de son fils et c'est finalement Érasme-Louis Surlet de Chokier qui sera nommé « Régent du royaume de Belgique ». Lors de ce nouveau débat, Van Meenen donne sa voix pour Félix de Mérode. Il est ensuite élu comme représentant de l'arrondissement d'Ypres et est conseiller communal à Bruxelles de 1830 à 1836.
Il devint aussi professeur à l'Université libre de Bruxelles en la Faculté de philosophie et lettres où il enseigna à partir de sa fondation en 1834 la philosophie morale. Il fut le premier recteur de l[Université libre de Bruxelles de 1841 à 1849.

## Hommages
- Saint-Gilles, la Place Van Meenen, située devant la maison communale, porte son nom.